# Supply & Demand (Dagmar Krause)
| Recensione | Giudizio |
| ---------- | -------- |
| AllMusic   |          |

Supply & Demand: Songs by Brecht / Weill & Eisler è il primo album solista della cantante tedesca Dagmar Krause, pubblicato da Hannibal Records nel 1986. Il disco consiste di una collezione di sedici canzoni dei compositori tedeschi Kurt Weill (1900-1950) e Hanns Eisler (1898-1962), con testi di Bertolt Brecht (1898-1956), cantate da Krause in inglese. Un album gemello (Angebot & Nachfrage: Lieder von Brecht / Weill & Eisler), pubblicato contestualmente sempre da Hannibal, contiene le versioni nell'originale tedesco.
Supply and Demand è stato poi ripubblicato da Voiceprint Records nel 1999, con una selezione di tracce da entrambi i dischi.

## Tracce

### Supply and Demand
1. Supply & Demand (The Trader's Song) (Brecht, Eisler) – 2:57
2. Epitaph 1919 (Brecht, Weill) – 1:59
3. German Miserere (Brecht, Eisler) – 1:39
4. O Falladah, Die du Hangest! (Brecht, Eisler) – 2:41
5. Alabama Song (Brecht, Weill) – 2:51
6. Hollywood Elegies (Brecht, Eisler) – 2:55
  - This City Has Made Me Realise
  - You Find Gold
  - I Saw Many Friends
7. Surabaya Johnny (Brecht, Weill) – 3:59
8. Moritat (Ballade von Mackie Messer) (Brecht, Weill) – 2:39
9. Matrosen-Tango (Brecht, Weill) – 3:57
10. Lily of Hell (Brecht, Weill) – 2:25
11. Song of the Moldau (Brecht, Eisler) – 1:40
12. Pavel's Prison Song (Brecht, Eisler) – 3:00
13. Easter Sunday 1935 (Brecht, Eisler) – 1:24
14. At Potsdam 'Unter den Eichen' (Brecht, Weill) – 2:22
15. Der Song von Mandelay (Brecht, Weill) – 2:12
16. Benares Song (Brecht, Weill) – 3:52

### Angebot & Nachfrage
1. Angebot & Nachfrage (Song von der Ware) (Brecht, Eisler) – 2:57
2. Grabrede 1919 (Brecht, Weill) – 1:59
3. Deutsche Miserere (Brecht, Eisler) – 1:39
4. O Falladah, Die du Hangest! (Brecht, Eisler) – 2:41
5. Alabama-Song (Brecht, Weill) – 2:51
6. Hollywood-Elegien (Brecht, Eisler) – 2:55
7. Surabaya Johnny (Brecht, Weill) – 3:59
8. Moritat (Ballade von Mackie Messer) (Brecht, Weill) – 2:39
9. Matrosen-Tango (Brecht, Weill) – 3:57
10. Die Ballade von der Höllenlili (Brecht, Weill) – 2:25
11. Das Lied von der Moldau (Brecht, Eisler) – 1:40
12. Im Gefängnis Zu Singen (Brecht, Eisler) – 3:00
13. Ostersonntag 1935 (Brecht, Eisler) – 1:24
14. Zu Potsdam Unter den Eichen (Brecht, Weill) – 2:22
15. Der Song Von Mandelay (Brecht, Weill) – 2:12
16. Benares Song (Brecht, Weill) – 3:52

### Supply and Demand(edizione del 1999)
1. Song von der Ware (Supply & Demand) (Brecht, Eisler) – 2:57
2. Grabrede 1919 (Epitaph 1919) (Brecht, Weill) – 1:59
3. Deutsche Miserere (German Miserere) (Brecht, Eisler) – 1:39
4. O Faladah, Die du Hangest! (Brecht, Eisler) – 2:41
5. Alabama Song (Brecht, Weill) – 2:51
6. Hollywood Elegies (Brecht, Eisler) – 2:56
  - This City Has Made Me Realise
  - You Find Gold
  - I Saw Many Friends
7. Surabaya Johnny (Brecht, Weill) – 3:59
8. Moritat (Ballade Von Mackie Messer) (Brecht, Weill) – 2:39
9. Barbara Song (Brecht, Weill) – 4:02
10. Kannonensong (Cannon Song) (Brecht, Weill) – 2:15
11. Matrosen-Tango (Brecht, Weill) – 3:57
12. Die Ballade von der Höllenlili (Lily of Hell) (Brecht, Weill) – 2:25
13. Das Lied von der Moldau (Song of the Moldau) (Brecht, Eisler) – 1:40
14. Im Gefängnis Zu Singen (Brecht, Eisler) – 3:00
15. Ostersonntag 1935 (Easter Sunday 1935) (Brecht, Eisler) – 1:24
16. Zu Potsdam Unter den Eichen (At Potsdam 'Unter den Eichen') (Brecht, Weill) – 2:22
17. Der Song von Mandelay (Mandelay Song) (Brecht, Weill) – 2:12
18. Benares-Song (Brecht, Weill) – 3:52
19. Supply & Demand (Brecht, Eisler) – 2:57
20. Epitaph 1919 (Brecht, Weill) – 1:59
21. German Miserere (Brecht, Eisler) – 1:39
22. Surabaya Johnny (Brecht, Weill) – 3:59
23. The Song of the Moldau (Brecht, Eisler) – 1:40
24. Pavel's Prison Song (Brecht, Eisler) – 3:00
25. Easter Sunday 1935 (Brecht, Eisler) – 1:24
26. At Potsdam 'Unter den Eichen' (Brecht, Weill) – 2:22

## Formazione
- Dagmar Krause – canto
- Jason Osborn – pianoforte, arrangiamenti, direzione musicale
- Jack Emblow – fisarmonica
- Richard Thompson – chitarre, banjo
- Danny Thompson – basso
- David Newby – violoncello
- Joe Gallivan – percussioni
- John Harle – sax alto, sax soprano, clarinetto, clarinetto basso
- Andy Findon – sax alto, sax tenore, sax soprano, clarinetto
- Paul 'Wix' Wickens – sintetizzatori
- Roger Williams – trombone, tuba
- Howard Evans – tromba
- Adrian Levine – violino